# Honda City (1986)
La seconda generazione di Honda City è una utilitaria compatta prodotta dalla casa automobilistica giapponese Honda dal 1986 al 1995. Nasce per sostituire la prima serie di City introdotta nel 1981 e viene sostituita dalla Honda Logo nel 1996. In Europa non è mai stata venduta.

## Storia
Presentata in Giappone il 31 ottobre 1986 venne venduta presso i concessionari della rete Honda Clio. Rispetto alla prima generazione, caratterizzata da dimensioni contenute e abitacolo molto spazioso, la seconda serie si uniforma nel design al restante della produzione Honda dell'epoca, la carrozzeria è più lunga di oltre 15 centimetri e il tetto è molto più basso richiamando le forme della Honda Today e della Civic terza serie. Disponibile solo in versione tre porte il peso era estremamente contenuto, infatti il modello base aveva una massa totale pari a 680 kg. Modelli sportivi e versioni cabriolet non vennero prodotte con questa generazione. 
A causa dello scarso successo riscontrato nei mercati di esportazione dalla prima serie, questa seconda generazione di City sarà venduta solo in Giappone e pochi paesi del sud est asiatico. Il pianale di base era una versione rivista ed aggiornata della vecchia piattaforma di prima generazione, lo schema era il classico motore anteriore-trasversale con trazione anteriore. Il propulsore era il nuovo 1.2 D12A 16 valvole SOHC a quattro cilindri che erogava una potenza di 76 cavalli (56 kW) a 6.500 giri/min. Il cambio era un manuale a cinque marce o un automatico a quattro marce optional. Gli allestimenti disponibili sul mercato giapponese erano "GG", "EE" e "BB".

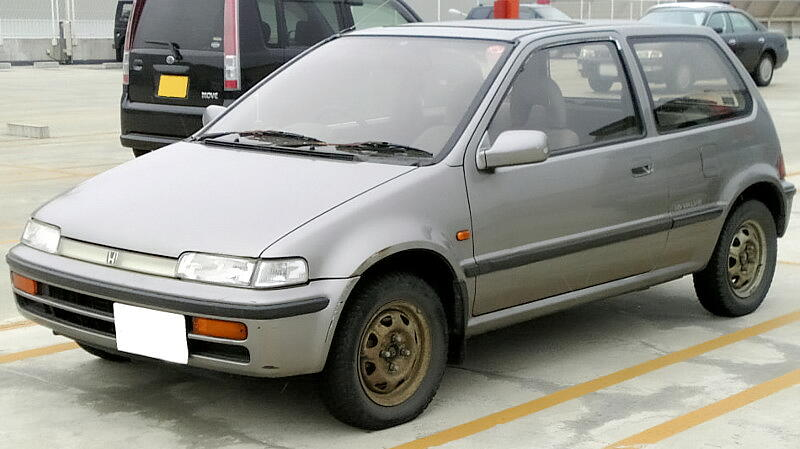
La City dopo il restyling del 1988

Nell'ottobre 1988 in occasione di un aggiornamento estetico debutta il nuovo motore 1.3 quattro cilindri D13C dotato del sistema di iniezione di carburante PGM-FI Honda ed erogante 82 cavalli (60 kW) e 103 Nm di coppia massima a 4000 giri/min. La gamma di allestimenti si arricchisce della versione in edizione limitata Fit. Curiosamente il nome Fit verrà successivamente utilizzato dalla Honda per identificare il modello Jazz sul mercato domestico.
Nel 1990 la gamma di allestimenti venne aggiornata con le nuove versioni CE, CR-i e CZ-i che presero il posto dei vecchi allestimenti, e il modello Select in edizione limitata che si aggiunse alla gamma l'anno successivo (posizionato tra la base CE e la CR-i). Negli ultimi tre anni di produzione la vettura non ha subito aggiornamenti. Esce di produzione nel dicembre del 1995 sostituita dalla più moderna ed originale Honda Logo che sarà venduta anche in Europa. Questa seconda generazione di City non ha riscontrato particolarmente successo, al contrario della prima, e la casa madre cesserà di utilizzare tale denominazione sul mercato interno. 
Nel sud est asiatico il nome City verrà riutilizzato per identificare una berlina di classe media derivata dalla Civic ed esportata in vari mercati emergenti.